# Thea Weis
Thea Weis (* 17. September 1924 in Wien; † 16. März 1999) war eine österreichische Schauspielerin.

## Leben
Thea Weis erhielt eine Ballettausbildung bei Toni Birkmeyer in Wien. Danach konnte sie erste Bühnenerfahrungen im Kinderballett der Wiener Staatsoper sammeln. Es folgte eine Schauspielausbildung am Max Reinhardt Seminar. In Anschluss daran spielte Thea Weis am Theater in Metz. Später war sie an der Löwinger-Bühne und dem Theater in der Josefstadt engagiert.
Sie wirkte auch in verschiedenen Filmproduktionen mit. Darunter befanden sich die Spielfilme Wir bitten zum Tanz aus dem Jahr 1941 von Hubert Marischka mit Hans Moser, Paul Hörbiger und Hans Holt, 1946 Der weite Weg von Eduard Hoesch mit Rudolf Prack, Hans Holt und Maria Andergast und 1951 Der alte Sünder unter der Regie von Franz Antel mit Paul Hörbiger, Maria Andergast und Johanna Matz.

## Filmografie
- 1941: Wir bitten zum Tanz
- 1942: Wen die Götter lieben
- 1944: Die goldene Fessel
- 1944: Musik in Salzburg
- 1944: Das war mein Leben
- 1944: Am Vorabend
- 1944/48: Ein Mann gehört ins Haus
- 1946: Der weite Weg
- 1946: Tanzrausch (unvollendet)
- 1947: Die Welt dreht sich verkehrt
- 1947: Die Glücksmühle
- 1947: Die vertauschten Ehemänner (Wer küßt wen?)
- 1948: The Mozart Story (S-Filmfassung von Wen die Götter lieben)
- 1949: Eins, zwei, drei – aus
- 1951: Professor Nachtfalter
- 1951: Der alte Sünder
- 1952: Verlorene Melodie